# Leopold von Weigl
Leopold von Weigl (Vienna, 1806 – Vienna, 1867) è stato un generale austriaco.

## Biografia
Unitosi giovanissimo all'esercito imperiale austriaco, nel 1843 Leopold von Weigl aveva già raggiunto il grado di capitano nel 52º reggimento di fanteria "arciduca Francesco Carlo". Mobilitato per il 1848, divenne tenente colonnello nel 1849 e nel dicembre del 1850 venne promosso colonnello comandante del 62º reggimento di fanteria "barone von Turski". Il 13 marzo 1858 venne promosso maggiore generale e dall'anno successivo divenne generale di brigata, comandante del 2º corpo d'armata con cui prese parte alla battaglia di Palestro e poi a quella di Magenta.
Nel 1862 venne trasferito col suo corpo d'armata a Graz e dal 1863 divenne comandante dell'8º corpo d'armata ad Este. Nel 1864 venne assegnato di stanza a Venezia e poi dall'anno successivo rientrò nell'8º corpo d'armata sino alla sua promozione a feldmaresciallo luogotenente il 15 luglio 1866. Con questa nuova carica venne trasferito a Praga come nuovo comandante generale locale dell'esercito austriaco. Nella sfortunata campagna bellica del 1866, lo ritroviamo al comando della fortezza di Hradec Králové, dove oppose una strenua resistenza in difesa delle proprie posizioni strategiche durante la Battaglia di Sadowa, sebbene alla fine la vittoria spettasse ai prussiani. All'atto della resa riuscì ad ottenere condizioni onorevoli per gli austriaci contrattando personalmente con i prussiani, riuscendo addirittura ad ottenere il permesso di portare con sé anche tutti i pezzi d'artiglieria presenti nella fortezza.
Messosi a riposo, morì a Vienna nel 1867.